# David Rothblum
David Rothblum (geboren 8. Februar 1876 in Krakau, Österreich-Ungarn; gestorben 28. April 1947 in Tel Aviv, Britisches Mandatsgebiet Palästina) war ein österreichischer Schriftsteller.

## Leben
David Rothblum war Sohn des jüdischen Kaufmanns Salomon Peretz Rothblum und der Fanny Frymet Sobel. Er wurde in der religiös bestimmten Tradition erzogen. Bereits in Krakau schrieb er Feuilletons in jüdischen Zeitschriften und gründete mit Osias Thon den hebräischen Sprachklub Sfat Emes.
Nach einer Externenmatura studierte er ab 1897 zunächst Philosophie und ab 1898 Rechtswissenschaften an der Universität Wien. Er wurde 1909 promoviert und eröffnete eine Anwaltskanzlei in Wien. Rothblum heiratete 1910 Josefine Greiff, sie hatten drei Kinder, darunter den 1915 geborenen Wirtschaftsingenieur Egon Gotthilf Rothblum.
Rothblum wurde ein Anhänger Theodor Herzls. 1897 gründete er mit anderen Studenten aus Galizien in Wien die jüdische Studentenverbindung Vereinigung zionistischer Hochschüler aus Galizien Bar-Kochba. Zwischen 1899 und 1903 schrieb er Feuilletons in Herzls Wochenzeitung Die Welt. 1904 beteiligte er sich mit Arthur Freud und Marek Scherlag an der Gründung der zionistischen Zeitschrift „Unsere Hoffnung. Monatsschrift für die reifere jüdische Jugend“. Rothblum war ehrenamtlich in  verschiedenen jüdischen Institutionen tätig. Er war Mitgründer der zionistischen Zeitung Wiener Morgenzeitung und schrieb auch für andere Zeitungen in deutscher und hebräischer Sprache.
Nach dem Anschluss Österreichs emigrierte Rothblum 1938 nach Palästina.
Rothblum starb ein Jahr vor der Staatsgründung Israels.

## Werke (Auswahl)
- Golus: Novellen und Skizzen aus dem jüdischen Leben. Brünn: Hickl, 1909.
- Miwchar Kitwe Daṿid Rotblum, 1954 (Ausgewählte Schriften).